# Højhuset (roman)
Højhuset (originaltitel High-Rise) er en roman af den engelske forfatter J. G. Ballard fra 1975. Romanen foregår i et ultramoderne luksushøjhus.

## Handlingen
Bygningen synes at forsyne de veletablerede beboere med alle de bekvemmeligheder og varer, som en moderne tilværelse kan tilbyde: swimmingpools, en skole, et supermarked, hurtige elevatorer. Men på samme tid synes bygningen at være designet til at isolere beboerne fra den store verden udenfor og således give dem mulighed for at skabe deres egen lukkede verden.
Tilværelsen i højhuset begynder hurtigt at degenerere i takt med, at problemer med el-forsyningen og smålige uoverensstemmelser mellem beboerne begynder at eskalere til et orgie af vold. Højhusets beboere opdeler sig selv i de vestlige samfunds klassiske tre grupper: under-, middel- og overklassen – blot skal betegnelserne her tages bogstaveligt. Underklassen bor i de nederste etager i huset, middelklassen i de midterste og overklassen i de mest luksuriøse lejligheder i de øverste etager.
Snart finder der sammenstød sted i hele bygningen, hvor de forskellige etager forsøger at "erobre" elevatorerne og beholde dem for sig selv, hvor grupper samles for at forsvare deres rettigheder til bassinerne og hvor festdeltagere angriber "fjendtlige" etager for at vandalisere dem. Det varer ikke længe, før beboerne i hele bygningen har smidt alle sociale tøjler og givet efter for deres mest primitive drifter. Beboerne lukker den ydre verden totalt ude i deres tilfredshed med tilværelsen i højhuset. Folk holder op med at arbejde, forlader familien og holder sig inden døre permanent uden nogen tidsfornemmelse. Selv da sulten sætter ind, synes mange af beboerne at nyde det, idet bygningen giver dem mulighed for at bryde med alle det moderne samfunds sociale restriktioner og dyrke med deres egne mørke drifter og behov. Og mens ligene begynder at hobe sig op og bekvemmelighederne i bygningen bryder sammen, er der ingen, der tænker på at kontakte myndighederne.
Beboerne kaster alle forestillinger om moral og social etikette overbords i takt med, at deres omgivelser bliver til en jæger/samler-kultur, hvor mennesker slutter sig sammen i små klaner, finder føde hvor de kan (inkl. de mange hunde i bygningen og til sidst også andre beboere), og hvor enhver fremmed mødes med ekstrem vold.
Som i Concrete Island og den kontroversielle Crash. viser Ballard et foruroligende billede af, hvordan den moderne tilværelse i storbyen og de teknologiske fremskridt giver den menneskelige psyke uanede muligheder for at lege med sit eget afvigende væsen og iboende perversioner. 

Denne artikel er en oversættelse af artiklen High-Rise på den engelske Wikipedia.